# East Quartzite Range
Die East Quartzite Range ist ein Gebirgszug von etwa 20 km Länge, welche den untergeordneten südwestlichen Abschnitt der King Range in den Concord Mountains im Nordwesten des ostantarktischen Viktorialands bildet. Sie liegt etwa 8 km östlich der West Quartzite Range.
Die Nordgruppe der New Zealand Federated Mountain Clubs Antarctic Expedition (1962–1963) benannte sie nach dem dort vorherrschenden Gestein Quarzit.